# Vagina dentata

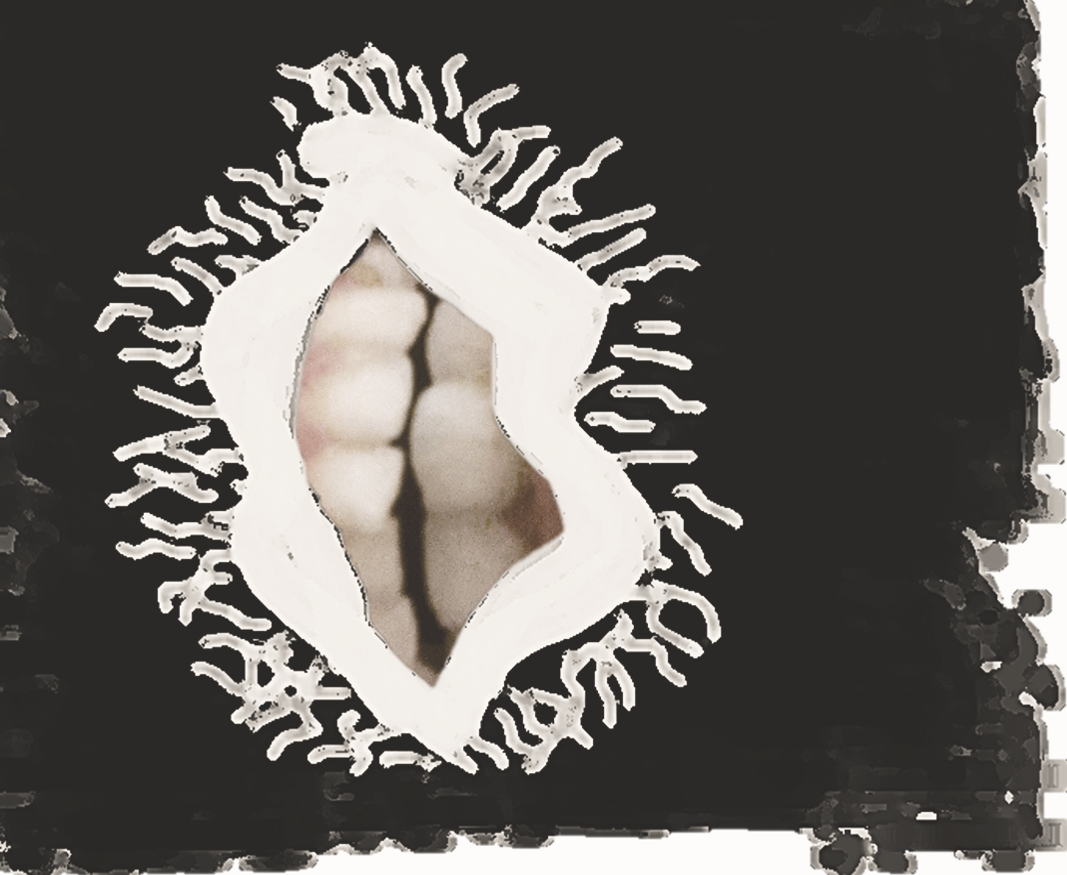
Représentation graphique du Vagina dentata

Vagina dentata renvoie à un mythe d'après lequel le vagin de certaines personnes serait pourvu de dents. C'est également une expression reprise en psychanalyse pour renvoyer à l'angoisse de castration.

## Étymologie et signification
Vagina dentata signifie « vagin denté » en latin et l’expression désigne donc une personne ayant un vagin pourvu de dents aiguisées.

## Dans la culture
Ce mythe se retrouve dans presque toutes les cultures. Il est souvent véhiculé par des apologues préventifs, pour décourager les hommes de commettre un viol, et pour mettre en évidence le risque des rapports sexuels avec des personnes inconnues, ou « étranges » (et donc potentiellement porteuses de maladie).
- Dans un récit de la mythologie hindoue, le démon Adi, petit-fils de Parvati et de  Shiva, veut venger son père le démon Andhaka. En l'absence de Parvati (partie en pèlerinage), il prend l'aspect de la femme de Shiva, arme son vagin (yoni) de dents acérées comme des éclairs et se présente à Shiva. Le dieu veut s'unir à elle, mais, découvrant qu'elle ne porte pas la marque du lotus sur son flanc gauche, il soupçonne un stratagème. Il arme alors son phallus (lingam) d'un puissant éclair, pénètre le démon et le foudroie[1].
- Certaines histoires de succubes racontent que des hommes ont eu le sexe tranché et avalé par des femmes à qui ils faisaient l'amour.
- En 1896, une série de cadavres ayant le sexe sectionné par des dents est retrouvé à Baltimore, toutes les victimes fréquentaient les milieux de la prostitution. L'écrivain baltimorien Upton Sinclair dit avoir été influencé par cette affaire.[réf. souhaitée]
- Dans le livre Le Samouraï virtuel de Neal Stephenson, en 1992, Y.T, personnage féminin, est équipée d'un dentata dans son vagin. C'est un appareil de protection contre le viol, qui injecte un puissant narcotique au pénetrateur éventuel.
- Dans le livre Le Pénis d'orteil de Rieko Matsuura, en 1993, on peut suivre l'aventure de Kazumi qui se réveille un matin avec un orteil transformé en pénis.  Elle va faire partie d'une troupe de "freaks" sexuels qui se donne en spectacle pour les riches.  Dans cette troupe est présente une femme au vagin pourvu de dents.
- En 2004, dans le film Blade Trinity de David St Goyer, l'une des vampires est décrite comme possédant ses dents de vampire dans son vagin.
- En 2005, une chercheuse sud-africaine, Sonnet Elhers[2], a mis au point le Rape-aXe (en) : un préservatif féminin dont l'intérieur est pourvu de piques barbelées qui, en cas de pénétration sexuelle, blessent le pénis, et causent des douleurs extrêmes à l'homme, jusqu'à ce qu'il subisse une opération chirurgicale pour s'en débarrasser.
- En 2007, est sortie une comédie d'horreur, Teeth, l'histoire d'une jeune fille de 17 ans qui découvre que son vagin est pourvu de dents. Elle se sert de cette anomalie anatomique pour « punir […] les hommes qui lui manqueront de respect ».

## En psychanalyse
Il s'agit également d'un concept psychanalytique désignant l'angoisse de castration inconsciente de l'homme par les organes génitaux de la femme.